# Jaana Sundberg

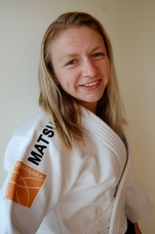
Jaana Sundberg

Jaana Sundberg (* 2. April 1983 in Riihimäki) ist eine ehemalige finnische Judoka. Sie gewann 2013 zwei Grand-Slam-Turniere.

## Sportliche Karriere
Jaana Sundberg kämpfte international meist im Halbleichtgewicht, der Gewichtsklasse bis 52 Kilogramm. 2003 war sie Dritte der Militärweltspiele in Catania. Bei den Europameisterschaften 2005 in Rotterdam unterlag sie im Viertelfinale der Portugiesin Telma Monteiro. Nach zwei Siegen in der Hoffnungsrunde kämpfte sie gegen die Slowenin Petra Nareks um eine Bronzemedaille und belegte nach ihrer Niederlage den fünften Platz. Bei den U23-Europameisterschaften verlor sie ebenfalls gegen Telma Monteiro, gewann dann aber den Kampf um Bronze gegen Marie Muller aus Luxemburg.
2008 erreichte Sundberg den siebten Platz bei den Europameisterschaften in Lissabon. Im Jahr darauf erreichte sie bei den Europameisterschaften 2009 in Tiflis das Halbfinale. Nach Niederlagen gegen die Russin Natalja Kusjutina und die Niederländerin Kitty Bravik belegte sie wie 2005 den fünften Platz. 2010 gewann Sundberg in Rotterdam erstmals ein Grand-Prix-Turnier. 2011 verlor sie bei den Europameisterschaften in Istanbul im Viertelfinale gegen die Französin Penelope Bonna. Nach einem Sieg gegen Marie Muller in der Hoffnungsrunde verlor Sundberg den Kampf um Bronze gegen die Britin Sophie Cox. Drei Monate später erkämpfte Sundberg eine Bronzemedaille bei den Militärweltspielen in Rio de Janeiro. 2012 belegte sie den siebten Platz bei den Europameisterschaften in Tscheljabinsk. Bei den olympischen Spielen 2012 in London schied Sundberg in ihrem Auftaktkampf gegen die für Albanien antretende Majlinda Kelmendi nach 4:55 Minuten aus.
Im Mai 2013 besiegte Jaana Sundberg im Finale des Grand-Slam-Turniers in Baku die Mongolin Adjaasambuu Tsolmon. Im Juli 2013 gewann sie eine Bronzemedaille bei den Militärweltmeisterschaften. Zwei Wochen danach gewann sie das Grand-Slam-Turnier in Moskau mit einem Finalsieg über die Brasilianerin Érika Miranda. Bei den Weltmeisterschaften 2013 in Rio de Janeiro trafen die beiden im Viertelfinale erneut aufeinander, diesmal gewann Miranda. Nach einem Sieg gegen Marie Muller in der Hoffnungsrunde unterlag Sundberg im Kampf um Bronze der Japanerin Yuki Hashimoto. Anfang 2014 erreichte Sundberg beim Grand-Slam-Turnier in Paris das dritte Grand-Slam-Finale innerhalb eines Jahres, diesmal unterlag sie Majlinda Kelmendi. 2015 schied sie bei den Europaspielen in Baku in ihrem ersten Kampf gegen Larisa Florian aus Aserbaidschan aus. Sundberg war noch bis Ende 2016 aktiv. Bei den Europameisterschaften 2016 belegte sie den siebten Platz. Ende 2016 erkämpfte sie noch einmal Bronze bei den Militärweltmeisterschaften.
Sundberg gewann elf finnische Meistertitel:
- Halbleichtgewicht: 2001, 2002, 2005, 2006, 2007, 2008
- Leichtgewicht: 2003, 2009, 2010, 2011, 2013